# Tago-hi

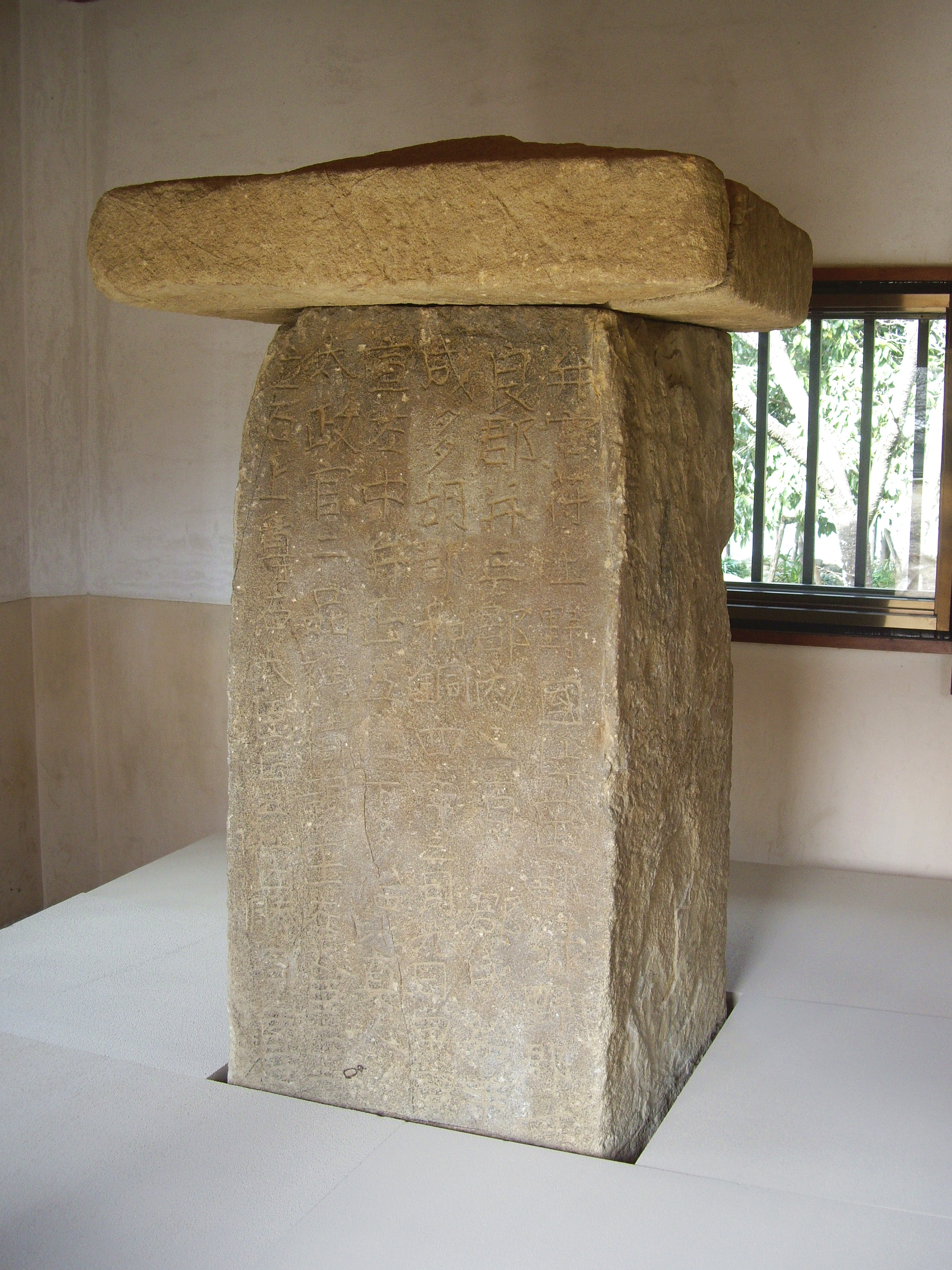
Tago-Steindenkmal

Tago-hi (japanisch 多胡碑, „Tago-Steindenkmal“) ist ein dreiteiliges Steindenkmal, das aus einem Grundstein einer Stele und einem Deckstein besteht. Das Material ist Naturstein aus granitartigem, sogenanntem Ushibuse-Sandstein mit einer Höhe von 1,29 m, einer Breite von 69 cm und einer Dicke von 62 cm. Das Steindenkmal wurde im Jahr 711 errichtet. Es zeigt auf der Vorderseite einen Text im Umfang von 80 Zeichen, die in sechs vertikalen Zeilen angeordnet sind. Das Steindenkmal befindet sich in Yoshii (Takasaki) in der Präfektur Gunma, Japan. Es gehört mit dem Yamanoue-Steindenkmal und dem Kanaizawa-Steindenkmal zu den „drei Steindenkmäler von Kōzuke“ (上野三碑, Kōzuke sanpi). Das Steindenkmal wurde am 20. März 1954 zur besonderen historischen Stätte deklariert.

## Überblick

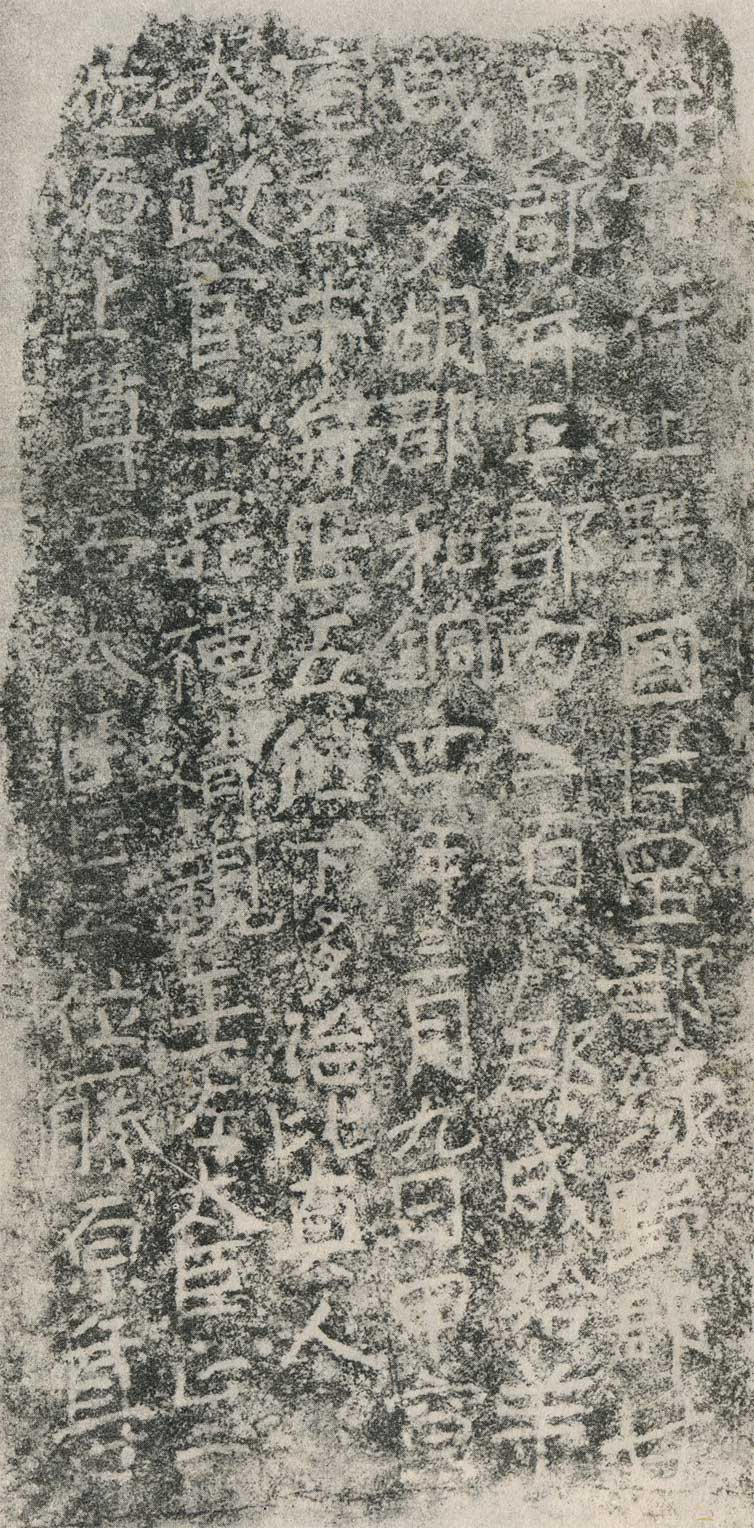
Abklatsch des Steindenkmals

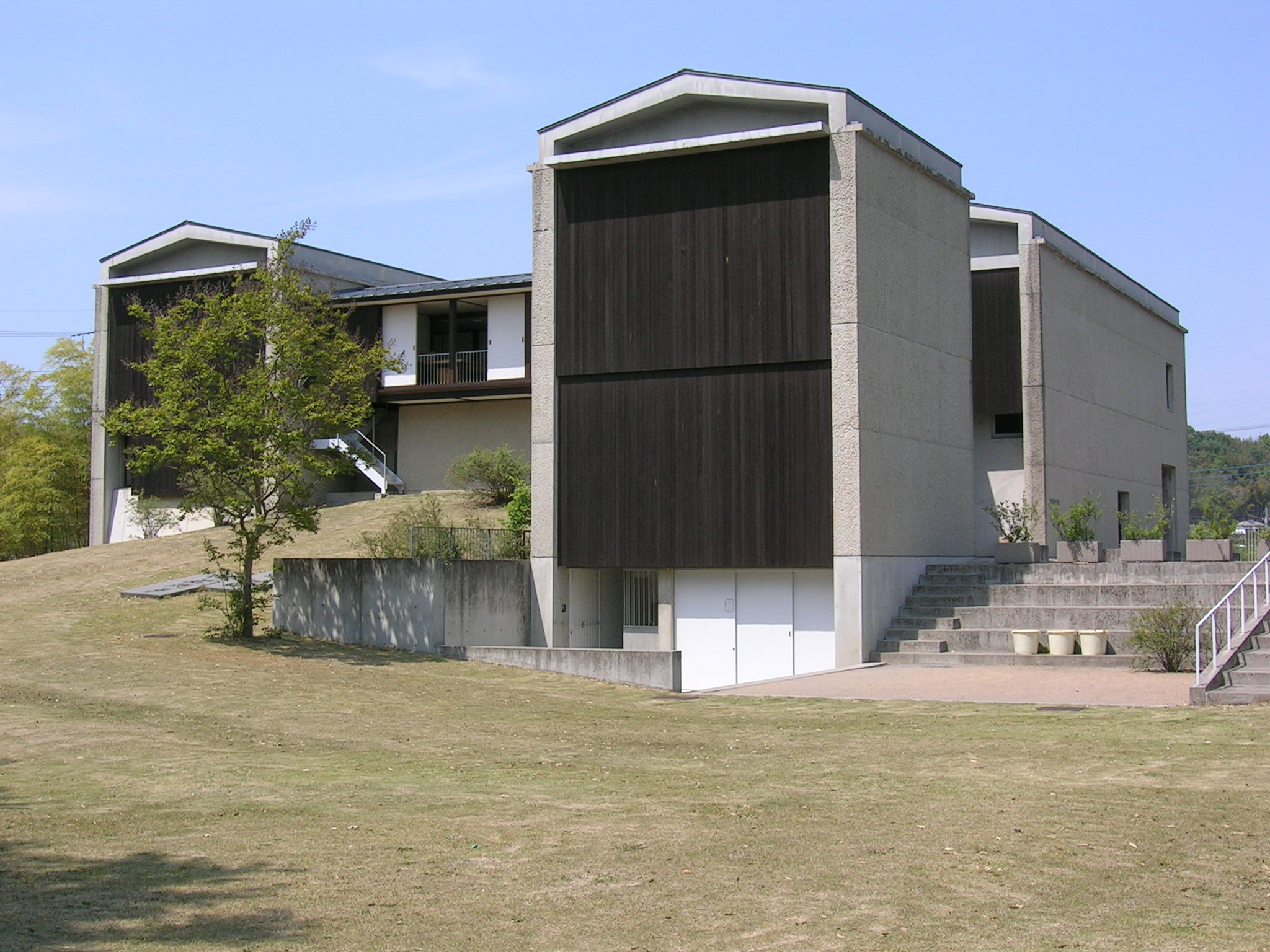
Tago-Museum

Der pyramidal geformte Deckstein des Denkmals ist 25 cm hoch und überragt mit einer Seitenlänge von 88 cm wie ein Dach die gravierte Stele. Der ursprüngliche Grundstein war ebenfalls pyramidal mit quadratischem Grundriss geformt und mit dem Schriftzeichen kuni (國) graviert. Da der Grundstein mit Beton stabilisiert wurde, sind Grundstein und Gravur heute jedoch nicht mehr sichtbar. Die Inschrift der Stele zwischen Grund- und Deckstein ist im Reisho-Stil eingraviert. Sie besagt, dass auf Anordnung des Benkankyoku eine neue Gebietskörperschaft, das Tago-gun, eingerichtet wurde. Insbesondere die Bedeutung des Schriftzeichens 羊 ist unklar und hat zu einer Vielzahl von Thesen geführt. Die Erklärungsversuche bewegen sich zwischen Richtungs- und Namensangabe. Da die beiden Schriftzeichen der neuen Gebietskörperschaft Tago für sich genommen „viel“ und „unzivilisierte Völker, Barbaren“ bezeichnen und weil es in der Nähe den von Koreanern errichteten Koma-Schrein (高麗神社) gibt, wird gegenwärtig die Erklärung, dass es sich um einen Namen, vermutlich den eines Ausländers handelt, favorisiert.
Das Steindenkmal befindet sich heute an einer Stelle, die die Bezeichnung mikado (御門) trägt. Ausgrabungen von 2016 haben in der Nähe des Steindenkmals die Überreste eines Lagerhauses für ein „Gunga“ (郡衙), einen Verwaltungssitz des Provinzialverwaltungsbeamten, zutage gebracht. Daher rühren auch Überlegungen, dass das Steindenkmal erst in der 2. Hälfte des 8. Jahrhunderts aufgestellt worden sein könnte. Jedenfalls verliert sich die Spur des Steindenkmals in der 2. Hälfte des 9. Jahrhunderts mit dem Niedergang des Ritsuryō-Systems in den Zeitläuften der Geschichte, bis sie 700 Jahre später 1509 im Werk Azumaji no tsuto (東路の津登) des Renga-Dichters Sōchō wieder aufscheint.
Weitere 200 Jahre später, in der Edo-Zeit scheint es, gestützt auf die beiden Schriften Kōshinroku (盍簪録) und Yūken shōroku (輶軒小録), in denen eine große Zahl von Personen des kulturellen Lebens aufgeführt sind und die vom konfuzianischen Gelehrten Itō Tōgai stammen, dass das Steindenkmal weithin bekannt war. Als 1876 die Präfektur Kumagaya reorganisiert und die Präfektur Gunma eingerichtet wurde, erkannte der Beamte und Politiker Katori Motohiko die Bedeutung und Schutzwürdigkeit des Steindenkmals. Nachdem das Denkmal 1954 zur besonderen historischen Stätte deklariert worden war, errichtete man 1996 zudem das städtische Tago-Museum, wo sich das Steindenkmal heute, aufbewahrt hinter einer Glasfront, befindet.